# Гудит
Гудит (геэз ጉዲት, прозвище «Асагату» — «пылающий огонь»; ок. 960 — ок. 1003) — царица эфиопских евреев (фалашей).

## Биография

### Происхождение
После крещения Эфиопии местные иудеи были изгнаны из страны, осели в Сымене, Уогэре, Уолькайте, Ласте, где их стали называть фалесе («странники», «скитальцы»). Там евреи постепенно обжились и выбрали себе царя Гедеона (см. Семиен).
Дочь Гедеона Гудит, славившаяся красотой, в конце X века сокрушила Аксумское царство и стала царицей Эфиопии.
Христианский царёк из Бугыны (в Ласте) по имени Зэра-Яыкоб влюбился в Гудит, отрёкся от христианства, перешёл в иудаизм и изменил имя на Сэломон.

### Войны

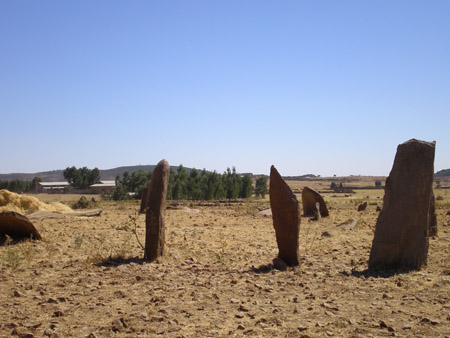
Стела Гудит, Аксум, Эфиопия

Когда умер царь Аксума Дэгнажэн (2-я четверть X века), трон унаследовал его малолетний сын Анбэса-Ыддым. Тогда Гудит собрала войско из жителей Сымена и Ласты и отправилась на покорение Аксума. Власть в государстве захватила Гудит.
40 лет продолжалось правление Гудит, убившей эфиопского императора, изгнавшей князей царствующего дома, за исключением бежавшего в Шоа из Тигре вместе с князьями Аксума, сжигавшей церкви и уничтожавшей аксумские памятники.
В «Истории александрийских патриархов», в письме царя эфиопов к христианскому царю Нубии, около 960 года, правитель эфиопов-христиан просил Нубию посодействовать в том, чтобы патриарх Александрии скорее прислал нового абунэ (см. Авва, то есть монах), так как царица (видимо, Гудит) народа Bani al-Hamwiyah низложила абунэ Петроса, внезапными набегами опустошала христианскую часть Эфиопии, сжигая церкви, преследовала христиан, а царь не в состоянии этому противостоять.
Считается, что она разрушила монастырь Дэбрэ-Дамо.
Ибн Хаукаль сообщил, что в стране Хабаша (Эфиопия) правила женщина на протяжении многих лет: она убила царя Хабаша, которого звали Хадани.
На историчность легенд о Гудит указывает известие, что царь Йемена отправил правителю Ирака в 969/970 годах зебр, которых он получил в подарок от королевы аль-Хабаша (Эфиопии)